# Rubricación

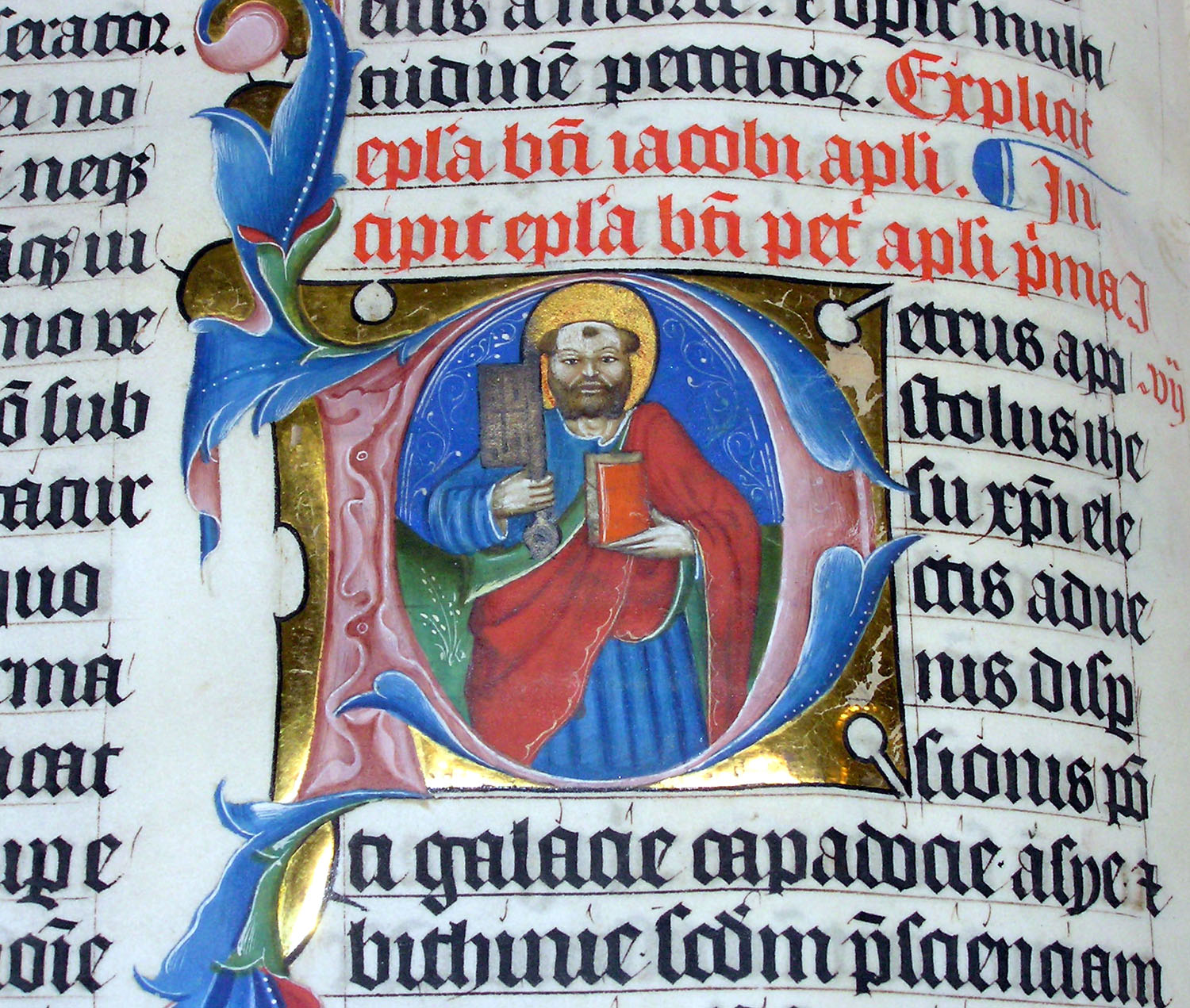
Rubricación y letra historiada en Biblia de Malmesbury, manuscrito de 1407.

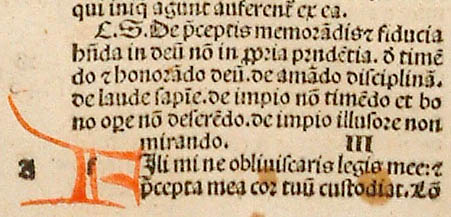
Detalle de una biblia con tipografía en escritura gótica, impresa y rubricada en Estrasburgo en 1497.

La rubricación es una de las etapas del proceso medieval de realización de un manuscrito. Los que practicaban la rubrication, llamados «rubricadores», eran amanuenses especializados que recibían un texto del autor original del manuscrito y lo enriquecían de textos adicionales con tinta roja para darle más intensidad. El término rubricación proviene de la palabra latina rubrico («colorear en rojo»).

## Origen, descripción y utilización
En general, esta práctica implicaba la adición de rúbricas en rojo para marcar el final de una sección de un texto y el comienzo de otra. De tales rúbricas eran utilizadas a veces para introducir el asunto de una sección siguiente o para declarar su objetivo o su función. La rubricación era utilizada tan a menudo en este objetivo que el término «rúbrica» fue utilizado de modo genérico, para todo tipo y todo color, aunque técnicamente, el término hacía solo referencia a las rúbricas escritas en tinta roja. En los libros litúrgicos como los misales, el rojo podía también ser utilizado para indicar las acciones a realizar por el oficiante, introduciendo un texto escrito en negro. Las fiestas importantes de los calendarios litúrgicos eran también a menudo «rubricados». La rubricación puede también indicar cómo los amanuenses veían la importancia de ciertas partes de su texto.
La rubricación puede también ser utilizada para poner en valor los grafemas de un canto o de otra división del texto, como un título o un intitulado de sección, etc.; acciones de tanta o más entidad que los manuscritos consistían en la acumulación de múltiples trabajos en el seno de un volumen encuadernado. Este tipo particular de rubricación es para cotejar la letra historiada, donde la tinta roja es utilizada para estilizar un carácter inicial con los bucles y las espirales artísticas. No obstante, este proceso está mucho menos elaborado que el de los manuscritos ilustrados, en la cual las imágenes detalladas están incorporadas al manuscrito a menudo fijado sobre finas hojas de oro para dar una apariencia de luz en el texto.
Generalmente, el amanuense original del manuscrito proporcionaba notas al rubricador bajo la forma de anotaciones hechas al margen del texto (marginalia). Estas notas consistían en algunas indicaciones tales como «rubricar aquí» o «añadir una rubrica». El título « era escrito generalmente sobre una o varias líneas que el amanuense del texto había dejado en blanco para poner el título», con el fin de significar la importancia de la sección y el saber que se puede extraer de este procedimiento. En numerosos otros casos, el amanuense original mantenía también este papel de rubricador y aplicaba la rubricación a su buen saber, sin recurrir a las anotaciones. Este doble rol tiene su importancia, porque las anotaciones de un amanuense al rubricador pueden estar utilizadas, por los especialistas de la codicología, para establecer la historia, la procedencia,  y la genealogía del manuscrito.
Los amanuenses del final de la Edad Media ampliaron la práctica de la rubricación a la utilización de otros colores, los utilizados más a menudo fueron el azul y el verde. Después de la introducción de la impresión por tipos móviles, los lectores esperaban siempre ver la rubricación — que era realizada probablemente a mano —, si había nuevas rubricas a añadir, o de las formas con tinta roja para separar las secciones. La «gran mayoría de las incunables no salían de la prensa totalmente terminados... un incunable no era casi nunca considerado como terminado por su impresor...», lo que sugiere que la rubricación a mano daba un tipo de legitimidad a los esfuerzos de los impresores precedentes así como a sus obras. Esta conclusión está reforzada por el hecho que la tinta roja «no era solo décorativa... la función original del rojo era de articular el texto indicando los rúbricas que eran tan esenciales a la función de los manuscritos que los impresores tenían que encargarse de ella de una manera o de otra.
La rubricación sin duda cambió los hábitos de lecturas y los modos de interpretar, de recibir un texto; sobre un largo periodo, este procedido ha ayudado a la normalización editorial de los libros a través de toda la Europa.

## Composición de la tinta roja
La composición de la tinta roja está descrita en el Schedula diversum artium de Teófilo Presbítero.
Este procedimiento de fabricación llevaba tiempo, pero requería materias primeras bastante fáciles de obtener y sobre todo baratas.